# Хот-диш
Хот-диш (англ. Hot dish или hotdish) — американская несладкая запеканка или кассероль, которая обычно содержит крахмалистые продукты, мясо и консервированные или замороженные овощи, смешанные с консервированным супом. Блюдо родом из региона Верхнего Среднего Запада США, где оно остаётся популярным, особенно в Миннесоте, Южной Дакоте, Висконсине, Северной Дакоте и восточной Монтане. Хот-диш готовится в форме для запекания и подаётся горячим (согласно названию). Обычно блюдо присутствует на общественных собраниях, таких как семейные встречи, обеды и церковные ужины. Классический вариант, известный как «хот-диш с картошкой» готовится из говяжьего фарша, покрытого гратинированным картофелем и приправленного загущенным сливочно-грибным соусом-супом, но в некоторых версиях в Миннесоте используется зёрна дикого риса, произрастающего в этом штате, или даже макароны вместо картофеля.

## История
История хот-диш восходит к тому времени, когда «экономным фермерским жёнам нужно было кормить свои семьи, а также прихожан в подвалах первых церквей Миннесоты».
Хот-диш укрепил свою популярность во время Великой депрессии, когда бюджет домохозяйств требовал творческого приготовления дешёвых продуктов, и популярность сохранилась в условиях нормирования во время Первой мировой войны. Вероятно, ему предшествовало американское блюдо, известное как hot pot, «горячий горшок».
Самым типичным мясом на протяжении многих лет был говяжий фарш, а любимым консервированным супом остаётся грибной крем-суп. Наиболее часто используемым крахмалистым продуктом были макароны, но большой популярностью также стали пользоваться картофель и местный дикий рис.
В 2016 году американский ежемесячный журнал Food & Wine отметил, что церковная община Манкейто в 1930 году впервые письменно упомянула рецепт хот-диш. В источнике не указано ни имя женщины, придумавшей рецепт, ни источник. У жительницы Манкейто, 90-летней Джойс Нельсон, была копия книги рецептов лютеранской церкви 1930 года, и выяснилось, что этот рецепт действительно был включён в кулинарную книгу того года. Миссис К. В. Андерсон представила рецепт хот-диш, приготовленного из гамбургера, лука, макарон «Creamette», сельдерея, банки горошка, томатного супа и помидоров.
Хот-диш сытны, удобны и просты в приготовлении. Они хорошо подходят для семейных встреч, церковных ужинов, обедов вскладчину, где их можно сочетать с картофельным салатом, салатом коулслоу, салатами с желе, салатом «Сникерс» и запечёнными десертами, печеньем или батончиками, известными как Dessert bar.

## Ингредиенты

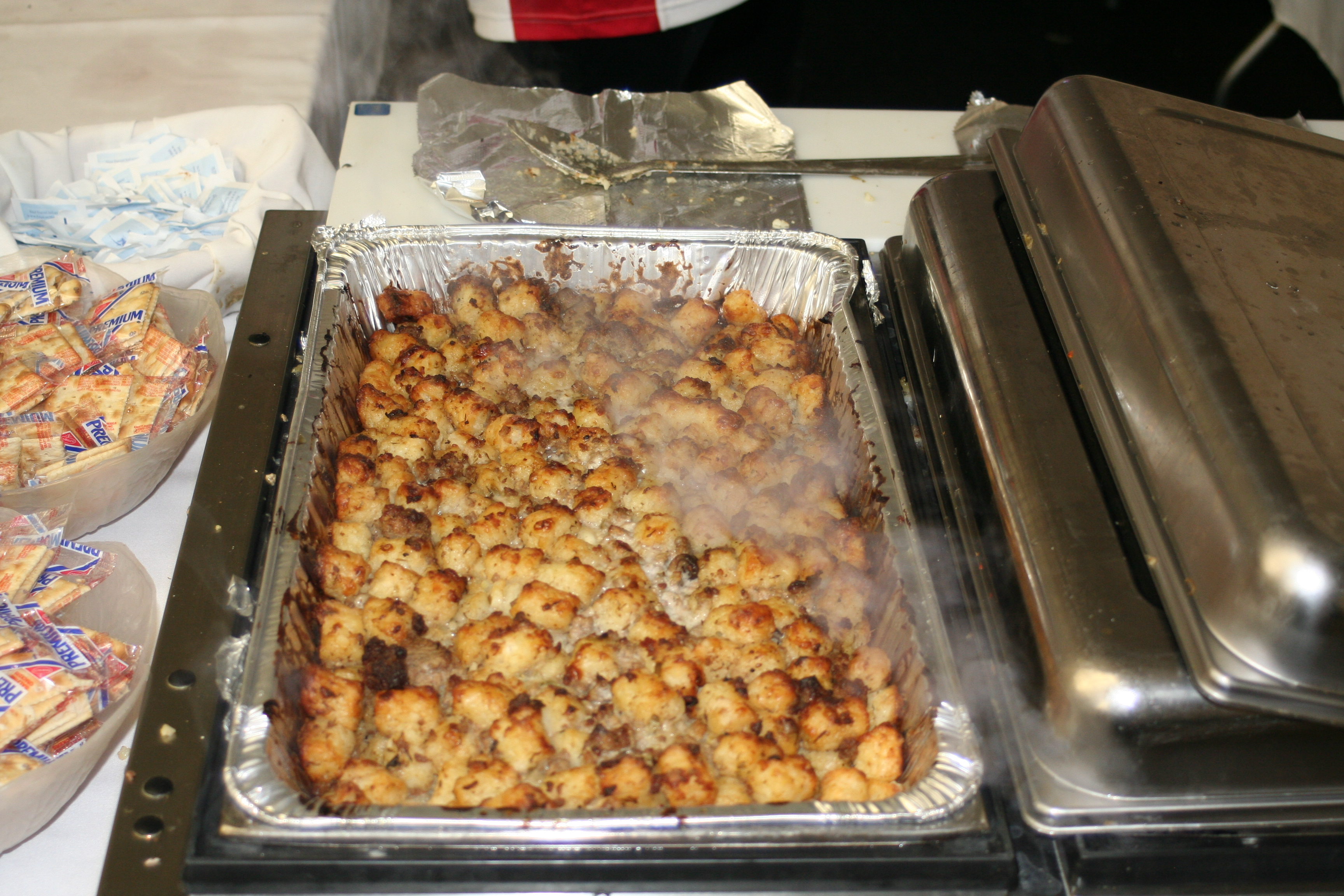
Хот-диш из Тейтер Тотс в Сент-Пола, Миннесота на Зимнем карнавале

Типичными ингредиентами хот-диш являются картофель или макаронные изделия, говяжий фарш, зелёная фасоль и кукуруза, а также консервированный суп, добавленный в качестве связующего вещества, ароматизатора и соуса. Картофель может быть использован в виде натёртой, сформованной в шарики и обжаренной картофельной массы (Тейтер Тотс), оладий, картофельных чипсов или соломки из картофеля. Блюдо обычно слегка приправляют солью и перцем, его можно есть с кетчупом в качестве приправы.
Ещё один популярный вариант хот-диш — из тунца, приготовленный из макарон или яичной лапши, консервированного тунца, горошка и грибного супа. Также распространено блюдо, известное как американский гуляш, хотя оно не имеет никакого сходства с привычным венгерским гуляшом. Гуляш из Миннесоты обычно готовят из говяжьего фарша, макарон, консервированных помидоров и, возможно, банки консервированной кремовой кукурузы. Грибной крем-суп настолько широко распространён в рецептах хот-диш, что в таких рецептах его часто называют «лютеранским связующим», имея в виду положение хот-диш как основного в кулинарных книгах лютеранской церкви. Некоторые авторы считают суп определяющим ингредиентом.

## В популярной культуре
Хот-диш часто появлялся вместе с другими стереотипными блюдами Миннесоты, как и лютефиск, в радиопрограмме A Prairie Home Companion.
Хот-диш также описан в книге Говарда Мора «Как говорить по-миннесотски».
Хот-диш является неотъемлемым элементом книги «Hotdish to Die For», сборника из шести кулинарных детективных рассказов, в которых любимым оружием является хот-диш.
Общественная телевизионная станция Миннесоты KSMQ в Остине, штат Миннесота, в 2012 году выпустила документальный видеофильм под названием «Minnesota Hotdish», где представляет исторический и юмористический взгляд на популярный церковный ужин и семейные посиделки.
Хот-диш был основным блюдом в комедийно-драматическом фильме «Мэнни и Ло».
«Hot Dish» — название блюграсс-группы из Анкориджа. Название группы было выбрано как дань уважения корням трёх из пяти участников группы со Среднего Запада.
«Hot Dish» стал седьмым треком в Lizzobangers, дебютном студийном альбоме певицы, рэпера и флейтистки Лиззо. В то время Лиззо жила в Твин Ситиз и начала свою карьеру именно там.